# محمد کلباسی
محمد کلباسی (۱۹ مهر ۱۳۲۲ – ۹ آبان ۱۴۰۲) داستان‌نویس ایرانی بود. او نگارش داستان کوتاه را از دههٔ ۱۳۴۰ شروع کرد و با نوشتن و انتشار چند داستان کوتاه در جنگ اصفهان و سایر مجلات ادبی شناخته شد.

## آثار
- سرباز کوچک
- صورت ببر
- نوروز آقای اسدی
- مثل سایه مثل آب
- ادبیات و سنت‌های کلاسیک
- آزار مراق
- نوح مغروق